# Shaheen Afridi
Shaheen Shah Afridi (Urdu شاہین شاہ آفریدی; * 6. April 2000 in Landi Kotal, Pakistan) ist ein pakistanischer Cricketspieler, der seit 2018 für die pakistanische Nationalmannschaft spielt.

## Kindheit und Ausbildung
Geboren als Teil des Stammes der Afridi in Khyber nahe der afghanischen Grenze zog er nach Peschawar, um sich besser dem Cricket widmen zu können. Sein Bruder Riaz Afridi spielte selbst in der pakistanischen Nationalmannschaft. Er wurde von Selektoren der Federally Administered Tribal Areas für die U16-Mannschaft entdeckt und konnte dort im Jahr 2015 überzeugen. Daraufhin wurde er für ein nationales Trainings-Camp eingeladen und reiste mit dem pakistanischen U16-Team nach Australien. Daraufhin stieg er in den U19-Berich auf und tourte mit der U19-Nationalmannschaft unter anderem nach Sri Lanka. Daraufhin wurde er für die ICC U19-Cricket-Weltmeisterschaft 2018 nominiert.

## Aktive Karriere

### Anfänge in der Nationalmannschaft
Sein Debüt im First-Class-Cricket gab Afridi im September 2017 für die Khan Research Laboratories in der Quaid-e-Azam Trophy 2017/18. Das Debüt in der Nationalmannschaft folgte  in der Twenty20-Serie gegen die West Indies im April 2018. Im Juli gelangen ihm dann bei einem Drei-Nationen-Turnier in Simbabwe gegen Australien 3 Wickets für 37 Runs. Im September war er Teil des pakistanischen Teams beim Asia Cup 2018 und gab dort sein Debüt im ODI-Cricket gegen Afghanistan. Dem folgte eine Tour gegen Neuseeland. Dabei erzielte er zunächst in den Twenty20s drei Wickets (3/20) und dann in den ODIs zwei Mal vier Wickets (4/46 und 4/38). Für die ODI-Serie wurde er dann als Spieler der Serie ausgezeichnet. Daraufhin gab er bei der Tour auch sein Debüt im Test-Cricket. Bei der folgenden Tour in Südafrika erreichte er zwei Mal vier Wickets in den Tests (4/64 und 4/123), sowie 3 Wickets für 44 Runs in den ODIs.
Zu Beginn des Sommers 2019 erreichte er in der ODI-Serie in England 4 Wickets für 82 Runs. Daraufhin spielte er mit dem pakistanischen Team beim Cricket World Cup 2019. Dort erreichte er gegen Neuseeland 3 Wickets für 28 Runs und gegen Afghanistan 4 Wickets für 47 Runs. Gegen Bangladesch erreichte er dann sogar 6 Wickets für 35 Runs, wofür er als Spieler des Spiels ausgezeichnet wurde, was jedoch nicht zum Weiterkommen des Teams ausreichte. Im November gelangen ihm dann in der Test-Serie in Australien 3 Wickets für 88 Runs. Zum Abschluss des Jahres erzielte er dann noch einmal 5 Wickets für 77 Runs in den Tests gegen Sri Lanka. Im Februar 2020 erzielte er im Test gegen Bangladesch 4 Wickets für 53 Runs. Über den Sommer erhielt er einen Vertrag mit Hampshire für den englischen Twenty20 Cup 2020. Im Oktober 2020 erreichte er in der ODI-Serie gegen Simbabwe ein Five-for über 5 Wickets für 49 Runs. In Neuseeland erreichte er bei der Test-Serie zum Jahreswechsel dann 4 Wickets für 109 Runs. Im Februar folgten dann 4 Wickets für 51 Runs gegen Südafrika. Beim Gegenbesuch im April in Südafrika erreichte er bei der ODI-Serie 3 Wickets für 58 Runs. Zum Abschluss der Saison reiste er mit dem Team nach Simbabwe. Dort erreichte er im ersten Test 4 Wickets für 43 Runs und im zweiten 5 Wickets für 52 Runs.

### Wichtige Stütze des Teams
Im Sommer erreichte er in den Twenty20s in England 3 Wickets für 30 Runs und wurde als Spieler des Spiels ausgezeichnet. Im August reiste er mit dem Team in die West Indies. Dort erzielte er im ersten Test zwei Mal vier Wickets (4/59 und 4/50), bevor er im zweiten Test sein erstes Ten-for erreichte (6/51 und 4/43). Dafür wurde er als Spieler des Spiels und der Serie ausgezeichnet. Beim ICC Men’s T20 World Cup 2021 erzielte er gegen Indien 3 Wickets für 31 Runs und wurde dafür als Spieler des Spiels ausgezeichnet. Mit dem Team erreichte er bei dem Turnier das Halbfinale. Nach dem Turnier erreichte er in Bangladesch 5 Wickets für 32 Runs im ersten Test und gegen die West Indies 3 Wickets für 26 Runs in den Twenty20s. Im März erzielte er gegen Australien in den Tests (4/79) und ODIs (4/63) jeweils einmal vier Wickets.
Für den Sommer erhielt er einen Vertrag mit Middlesex für den Twenty20 Cup 2022 und die County Championship 2022. Auch gelangen ihm in der Test-Serie in Sri Lanka 4 Wickets für 58 Runs. Jedoch zog er sich bei der Tour eine Knieverletzung zu. Dies führte dazu, dass er beim Asia Cup 2022 nicht eingesetzt wurde. Doch gelang es ihm kurz vor der Weltmeisterschaft wieder fit zu werden. Beim ICC Men’s T20 World Cup 2022 konnte er gegen Südafrika 3 Wickets für 14 Runs und gegen Bangladesch 4 Wickets für 22 Runs erreichen und hatte so einen wichtigen Anteil am Finaleinzug des Teams. Dort verletzte er sich im Spiel am Knie und Pakistan unterlag gegen England.